# Mlangi
Mlangi is een bestuurslaag in het regentschap Tuban van de provincie Oost-Java, Indonesië. Mlangi telt 3704 inwoners (volkstelling 2010).